# 小夏 (書体)
小夏（こなつ）は漫画家の桝田道也によってデザインされたオープンソースのゴシック風日本語フォントである。MS Pゴシック幅互換のプロポーショナルフォントと等幅フォントで構成されている。
フォントのフォーマットはTrueTypeアウトラインおよびBeOS/ZETA用のビットマップ(Be Bitmap Font)が用意されていたが、ver24から汎用版（埋め込みビットマップありTrueType）とBeOS/ZETA版（埋め込みビットマップなしのTrueType+ビットマップ）にパッケージが分離された。ビットマップは8pxから21pxの大きさを含んでいる。
BeOSの標準日本語フォントであるHaruフォントが12pxで綺麗ではないという理由からこのフォントの製作が開始された。フォントの製作にはTTEdit（ttfの編集）、FontForge（ttfへのビットマップ埋め込み）、mkbmf（ttfからbmfに変換）、edbmf（bmfの編集）といったツールが使用されている。
HAIKU R1/Alpha 1ではOSの日本語フォントに採用されている。

## ライセンス
小夏のライセンスは以下のように変遷している。現在のバージョンは全ての書体がMIT Licenseの下で利用できる。引き続き過去のバージョンをクリエイティブ・コモンズ 表示-継承ライセンスの下で利用することも可能である。
| 日付             | ライセンス           |
| ---------------- | -------------------- |
| 2004年7月7日～   | CC BY-SA 2.0         |
| 2005年3月31日～  | 独自ライセンス       |
| 2005年4月1日～   | 独自ライセンスの修正 |
| 2006年4月15日～  | CC BY-SA 2.5         |
| 2007年5月18日～  | CC BY-SA 3.0         |
| 2012年12月18日～ | MIT ライセンス       |